# جامعه‌شناسی صلح، جنگ و تضاد اجتماعی
جامعه‌شناسی صلح، جنگ و تضاد اجتماعی (به انگلیسی: Sociology of peace, war, and social conflict) «مطالعه جامعه‌شناختی صلح، جنگ و تضاد اجتماعی» از نظریه جامعه‌شناختی و روش‌های تجزیه و تحلیل تضاد گروهی، به ویژه خشونت جمعی و اشکال غیرخشونت‌آمیز سازنده جایگزین دگرگونی تضاد استفاده می‌کند.
آییننامه بخش صلح، جنگ و تضادهای اجتماعی انجمن جامعه‌شناسی آمریکا مشخص می‌کند:
هدف بخش صلح، جنگ و تضاد اجتماعی ترویج توسعه و کاربرد نظریه‌ها و روش‌های جامعه‌شناختی برای درک و مطالعه پویایی تضاد جمعی و پیشگیری و حل آنست. شامل مطالعه نهادهای نظامی و تضاد بین واحدهایی مثلاً کشورها، گروه‌های قومی، جنبش‌های سیاسی و گروه‌های مذهبی است. همچنین نقش‌های سازمان‌های نظامی، سازمان‌های دولتی و غیردولتی و جنبش‌های اجتماعی را نیز شامل می‌شود.

## همچنین ببینید
- تفکر گروهی
- سیاست قدرت (کتاب وایت)
- جامعه‌شناسی نظامی
- جامعه‌شناسی تروریسم
- فروپاشی اجتماعی
- فروپاشی دولت
- کالبدشکافی انقلاب

## مطالعه بیشتر
- سینیشا مالسویچ، ۲۰۱۰: جامعه‌شناسی جنگ و خشونت، کمبریج: انتشارات دانشگاه کمبریج.
- جان مک‌دوگال، مورتن جی. اندر، ۲۰۰۳: «آموزش جامعه‌شناسی صلح، جنگ و تضاد اجتماعی: راهنمای برنامه درسی»، انجمن جامعه‌شناسی آمریکا.